# Râul Pârva
Râul Pârva este unul din cele două brațe care formează râul Boșorogu. 